# Tây Tháp Quang Mục
Tây Tháp Quang Mục (tiếng Trung: 西塔光穆, tiếng Nhật: Saitō Kōboku, ?-?) là thiền sư đời thứ 3 Quy Ngưỡng tông. Sư nối pháp thiền sư Ngưỡng Sơn Huệ Tịch là sư huynh đệ đồng môn với thiền sư Quang Dũng và Văn Hỉ. Hành trạng của sư bí ẩn, ít lưu lại dấu tích, hành trạng của sư ít người biết đến. Sư chuyên dùng Viên Tướng (là phương tiện tu hành đặc biệt của Quy Ngưỡng tông) để chỉ dạy học nhân tu hành. Sư có đệ tử nối pháp là Tư Phúc Như Bảo (các tài liệu về các vị tăng tông Quy Ngưỡng rất ích, do tông này đã thất truyền từ lâu)

## Cơ duyên hành đạo
Thiền sư Tây Tháp quang Mục là đệ tử nối pháp của thiền sư Ngưỡng Sơn Huệ Tịch (840-916). Dưới chỗ Quy Ngưỡng sư tu tập tinh tấn và được Ngưỡng Sơn truyền tâm ấn. Về già sư về núi Tây Tháp trụ trì, đồ chúng đến học nhiều.
Sau sư tịch, không biết sư tịch lúc nào và khi nào.

## Công Án Thiền
Một hôm, có vị tăng hỏi:
-Thế nào là nghe đúng?
-Không nghe bằng lỗ tai.
-Vì sao?
-Còn nghe không?
Tăng thưa:
-Ý tổ, ý giáo là giống hay khác?
Ngài bảo:
-Thôi, hãy gác lại chuyện giống hay khác đi, ông hãy nói xem vật gì đang ra vào miệng bình kia?
-Thế nào là diệu chỉ của Thiền tông?
-Ông chẳng có Phật tánh
-Thế nào là đốn?
Ngài vẽ một vòng tròn rồi chỉ vào đó.
-Thế nào là tiệm?
Ngài đưa tay vẫy vẫy trong hư không ba lần